# 涌井啓一
涌井 啓一（わくい けいいち、1984年9月26日 - ）は、日本の音楽プロデューサー、ソングライター、編曲家、キーボーディスト、ドラマー。プロデュースユニットbinaural headsとしても活動している。

## 略歴
長野県出身。幼い頃から音楽に興味を持ち、ピアノを弾きはじめる。現在は音楽プロデューサーとして活動している。特にバンドサウンドにおけるプロデュースワークは、高い評価を得ている。

## ディスコグラフィー

### プロデュース参加アーティスト
- ヒトリエ
- SPYAIR
- Kylee
- Kylee feat. Orianthi
- LiSA
- アンティック-珈琲店-
- MEG
- INFLAVA
- 弓木英梨乃
- 福田沙紀
- 風流
- 電気書房
- ミドリカワ書房
- 名取香り
- アルファ
- 茉奈 佳奈
- KAN
- Lc5
- kanon×kanon
- リアクション ザ ブッタ
- みきなつみ
- リーマンマイク
- SURFACE